# ستيف بلاك (لاعب هوكي الجليد)
ستيف بلاك هو لاعب هوكي الجليد كندي، ولد في 31 مارس 1927 في Fort William, Ontario ‏ في كندا، وتوفي في 12 يونيو 2008.

## وصلات خارجية
- ستيف بلاك على موقع دوري الهوكي الوطني (الإنجليزية)
- ستيف بلاك على موقع EliteProspects.com (الإنجليزية)
- ستيف بلاك على موقع HockeyDB.com (الإنجليزية)
- ستيف بلاك على موقع Hockey-Reference.com (الإنجليزية)